# Чериков
Че́риков (бел. Чэрыкаў) — город в Могилёвской области Беларуси. Административный центр Чериковского района. Расположен на реке Сож, в 32 км от железнодорожного узла Кричев, в 77 от Могилёва.
Численность населения — 7 710 человек (на 1 января 2025 года).

## Геральдика
Герб утверждён решением Чериковского районного Совета депутатов от 28 июня 2002 года № 16-6 и зарегистрирован в Гербовом матрикуле Республики Беларусь 17 июля 2002 года № 92.    
Флаг учреждён Указом Президента Республики Беларусь 24 августа 2006 года № 526 и зарегистрирован в Государственном геральдическом регистре Республики Беларусь 29 августа 2006 года № Б-96. Утверждён решением Чериковского районного Совета депутатов от 30 июня 2005 года № 11–13. 

## История

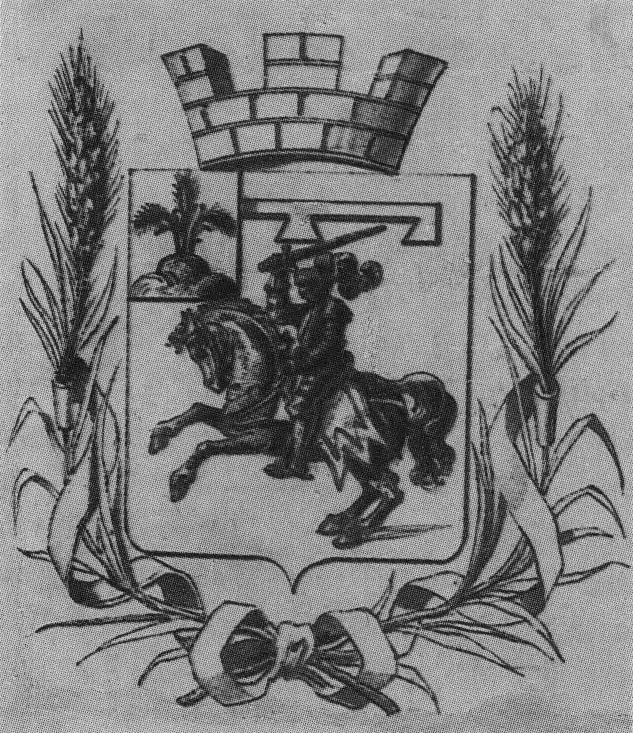
Городской герб, 1862

### Великое Княжество Литовское и Речь Посполитая
Первое письменное упоминание о Черикове датируется 1460 годом. После административно-территориальной реформы (1565—1566) он вошёл в состав Оршанского повета Витебского воеводства. В 1578 году местечко стало центром староства Могилёвской экономии. Существует немало легенд и гипотез относительно происхождении названия города Чериков, в том числе от личного имени Черик. Такое имя могло быть связано с тюркскими словами «черик» — «воин, войско» либо «чирик» — «храбрый, ловкий».
В 1604 году Чериков получил статус города. В 1641 году король и великий князь Владислав Ваза дал городу Магдебургское право и герб.
В октябре 1648 года казаки во главе с Кривошапкой заняли Чериков, откуда проводили набеги на шляхетские усадьбы Мстиславского воеводства. В 1708 году Карл XII переправлял здесь свои войска.

### В составе Российской империи

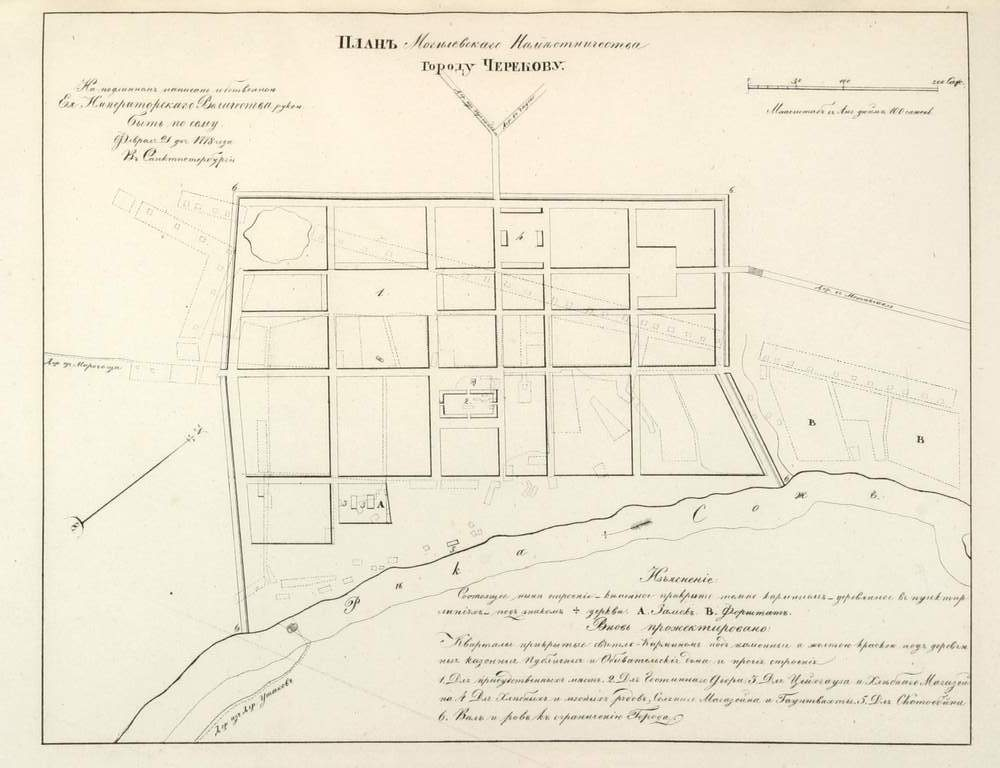
Проект перепланировки 1839 года

В результате первого раздела Речи Посполитой (1772) Чериков оказался в составе Российской империи. Статус поселения понизили до местечка. В 1773 году Чериков снова получил статус города и стал центром уезда Мстиславской провинции (в 1796—1802 — Белорусской, позднее — Могилёвской губернии). К концу XIX века был центром Чериковского уезда Могилёвской губернии.
В 1781 году российские власти утвердили ему новый герб («могилевский герб, с отличием золотые титлы: ибо сие место всегда подсудно было Могилеву»). В январе 1787 года Чериков посетила Екатерина II, пожаловав 300 рублей местным церквям. В 1787 году в городе было 300 домов, действовали 2 церкви, работала школа. В 1789 году открылось 2-классное училище. В конце XVIII века через Чериков прошёл тракт Могилёв — Чаусы — Кричев — Мстиславль, в XIX веке — Московско-Варшавское шоссе. В это время на Соже существовали 3 пристани; проводились конные ярмарки, работал сахарный завод. В 1811 году в городе было 364 двора. В начале 1840-х годов — 380 деревянных и 2 каменных дома, в 1848 году — 407 домов.
Во время польского восстания 1863 года (1863—1864) Я. Жуковский сформировал в Черикове повстанческий отдел, который позднее объединился с Горецким отделом Л. Звеждовского. В 1865 году в городе было 15 каменных домов (острог, 2 административных здания, почтовая станция, заставный шоссейный дом, 9 магазинов и 2 жилых дома) и 566 деревянных (церковь, костёл, 4 молитвенных школы, 54 магазина, городская мельница, 505 жилых домов). Планировка состояла из 4 площадей, 12 улиц, 13 переулков, часть из которых была мощёна. В 1880 году в Черикове было 564 здания. В 1904 году в городе работали 23 мелких предприятия, 162 ремесленника, больница на 20 коек. В 1913 году работали винный, лесопильно-мукомольный завод, мельницы.

### В составе СССР
1 января 1919 года согласно постановлению I съезда КП(б) Беларуси он вошел в состав Белорусской ССР, но 16 января вошёл в состав РСФСР. В 1924 Чериков возвращён в состав БССР, где стал центром района Калининского округа, в 1927—1930 — Могилёвского округа, с 1938 — в Могилёвской области. В годы Второй мировой войны с 17 июля 1941 по 1 октября 1943 года находился под немецкой оккупацией.
В 1959—1962 и 1965—1966 годах Чериков входил в состав Кричевского района, в 1962—1965 — в состав Краснопольского района.

### Нынешнее время
20 октября 1995 года Чериковский район и город Чериков объединены в одну административную единицу — Чериковский район.
В 2024 году за высокие показатели, достигнутые в ходе проведения в 2023 году республиканского смотра санитарного состояния и благоустройства населённых пунктов Республики Беларусь, Чериков признан одним из победителей, награждён переходящим вымпелом.

## Население
Численность населения — 7 710 человек (на 1 января 2025 года). Численность населения — 7 774 человек (на 1 января 2023 года).
| Численность населения с 1897 года                                                               |
| Графики недоступны из-за технических проблем. См. информацию на Фабрикаторе и на mediawiki.org. |

| Год            | 1897 | 1939  | 1959  | 1970  | 1979  | 1989  | 2006  | 2016  | 2018  | 2019  | 2023   | 2025   |
| -------------- | ---- | ----- | ----- | ----- | ----- | ----- | ----- | ----- | ----- | ----- | ------ | ------ |
| Население чел. | 5200 | ▲6411 | ▼4930 | ▲5366 | ▲7019 | ▲8718 | ▼8280 | ▼8149 | ▼8144 | ▼8071 | ▼7 774 | ▼7 710 |

По данным переписи 1939 года, в Черикове проживало 4779 белорусов (74,5 %), 949 евреев (14,8 %), 528 русских (8,2 %), 72 украинца, 23 поляка.

## Застройка
В современном плане города главные улицы являются продолжением автомагистралей. В центре образовалось 3-5-этажная застройка. В целом же преобладают здания усадебного типа. Ведется строительство 5-этажных домов.

## Экономика
Крупные промышленные предприятия отсутствуют. Действуют производственный участок Чериковского РайПО, УКП «Бытуслуги» (швейная продукция, железобетонные изделия и др.), несколько предприятий в сфере деревообработки.
В районе действует несколько фермерских хозяйств, в том числе хозяйство «Гаспадарчы сыр», производится несколько видов сыров из козьего и коровьего молока.

## Здравоохранение
Здравоохранение района представлено Чериковской центральной районной больницей (ЧЦРБ). В составе ЧЦРБ действует поликлиническое отделение, стационар, представленный хирургическим, терапевтическим, педиатрическим отделениями, межрайонным отделением для беременных и рожениц, отделением реанимации.
На 01.01.2021 года главным врачом ЧЦРБ был врач—хирург Андрей Александрович Низовцов.

## Образование

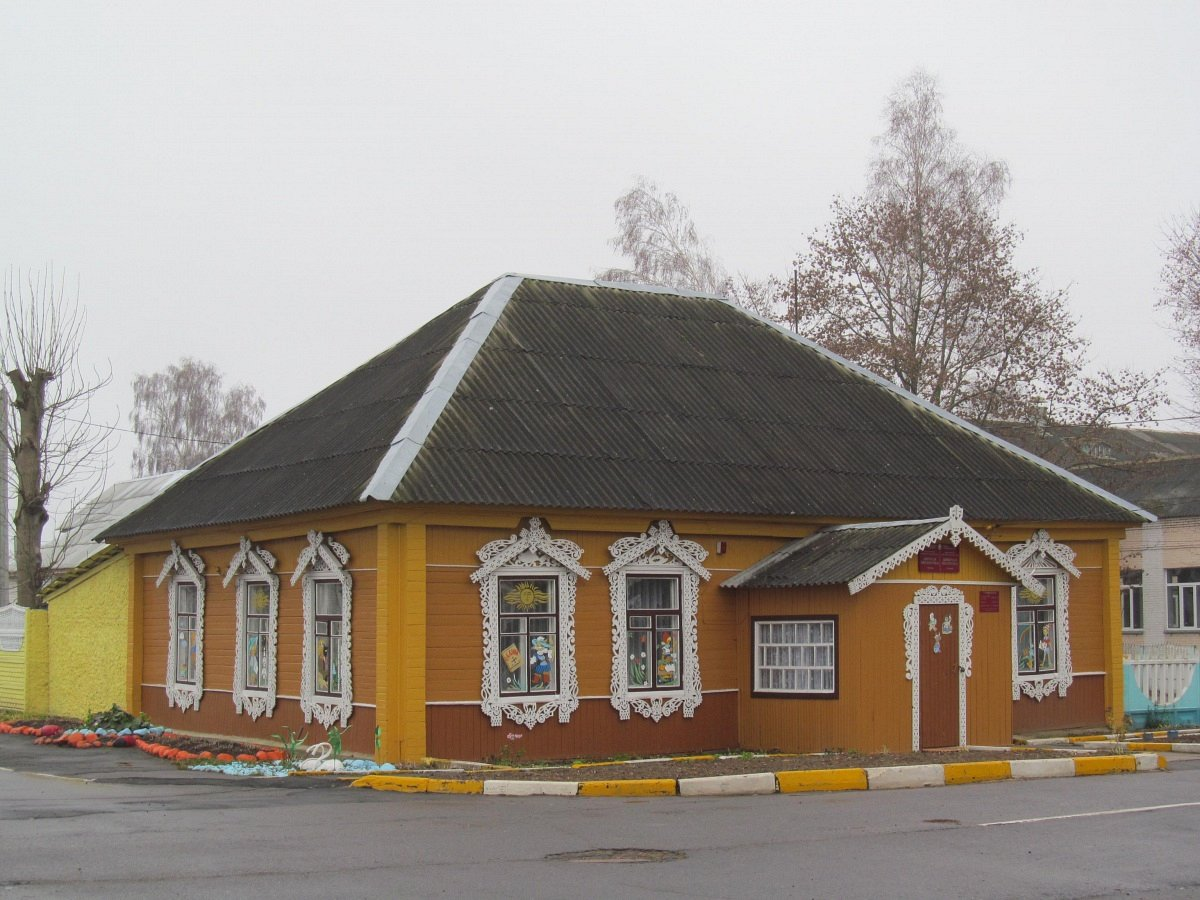
Детская библиотека

В Черикове расположено 2 средних и 1 начальная школы. Также в городе расположен Чериковский государственный профессиональный лицей № 11, который обучает профессии повара, продавца, кондитера.Имеется музыкальная школа, секция по биатлону, танцевальная школа для детей.

## Культура
- Чериковский историко-краеведческий музей, в котором собрано почти 9 тысяч музейных предметов основного фонда. В 2016 году музей посетили 9 тысяч человек[30], в 2015 году — 11,3 тысячи. Музей располагает, в числе прочих экспонатов, зубом и образцом шерсти мамонта, коллекцией из 700 монет, топором XVI века, иконами XVIII—XIX веков, большой коллекцией народной одежды и предметов быта, картинами художника Алексея Марочкина[бел.][31].
- Дом культуры

## Достопримечательности
- Братская могила, в парке Победы, ул. К. Маркса —  Историко-культурная ценность Республики Беларусь, шифр 513Д000563.
- Костёл Пресвятой Девы Марии (1862—1869 г., действует)
- Церковь Рождества Пресвятой Богородицы (XIX в., действует в приспособленном здании)
- Госпиталь (конец XIX — начало XX в.)
- Здание больницы (два корпуса), ул. Ленинская, 134 —  Историко-культурная ценность Республики Беларусь, шифр 513Г000562
- Историческая застройка (XIX — начало XX в., сохранилась частично)
- Геологическое обнажение «Чериков» — памятник природы республиканского значения
- «Сквер Памяти и Славы», расположен в границах улиц Болдина и Ленинской
- Сквер имени Героя Советского Союза генерал-лейтенанта авиации Е. Николаенко

### Памятник, скульптура
- Памятник В. И. Ленину
- Памятники: землякам, советским воинам, партизанам, жертвам фашизма
- Памятник-самолёт МиГ-29
- Мемориальная доска журналисту И. Ф. Денисенко[32]
- Памятная доска в честь Героя Советского Союза Е. М. Николаенко (2021)
- Памятный знак «Воинам пограничникам» всех поколений (2022). Установлен в сквере «Защитника Отечества» имени Героя Советского Союза генерал-лейтенанта авиации Е. М. Николаенко.

### Утраченное наследие
- Церковь (2-я пол. XIX в.)

## СМИ
Издаётся газета «Веснiк Чэрыкаўшчыны».

## Известные лица
В г. Чериков родилась Этта Абрамовна Блехман (1904—2000) — советский химик. В 1942 г совместно с профессором З.Роговиным разработала метод получения огнестойких и водоустойчивых тканей. За что была награждена Сталинской премией.